# USS Guardian (MCM-5)
Cho các tàu khác cùng tên, xem USS Guardian.

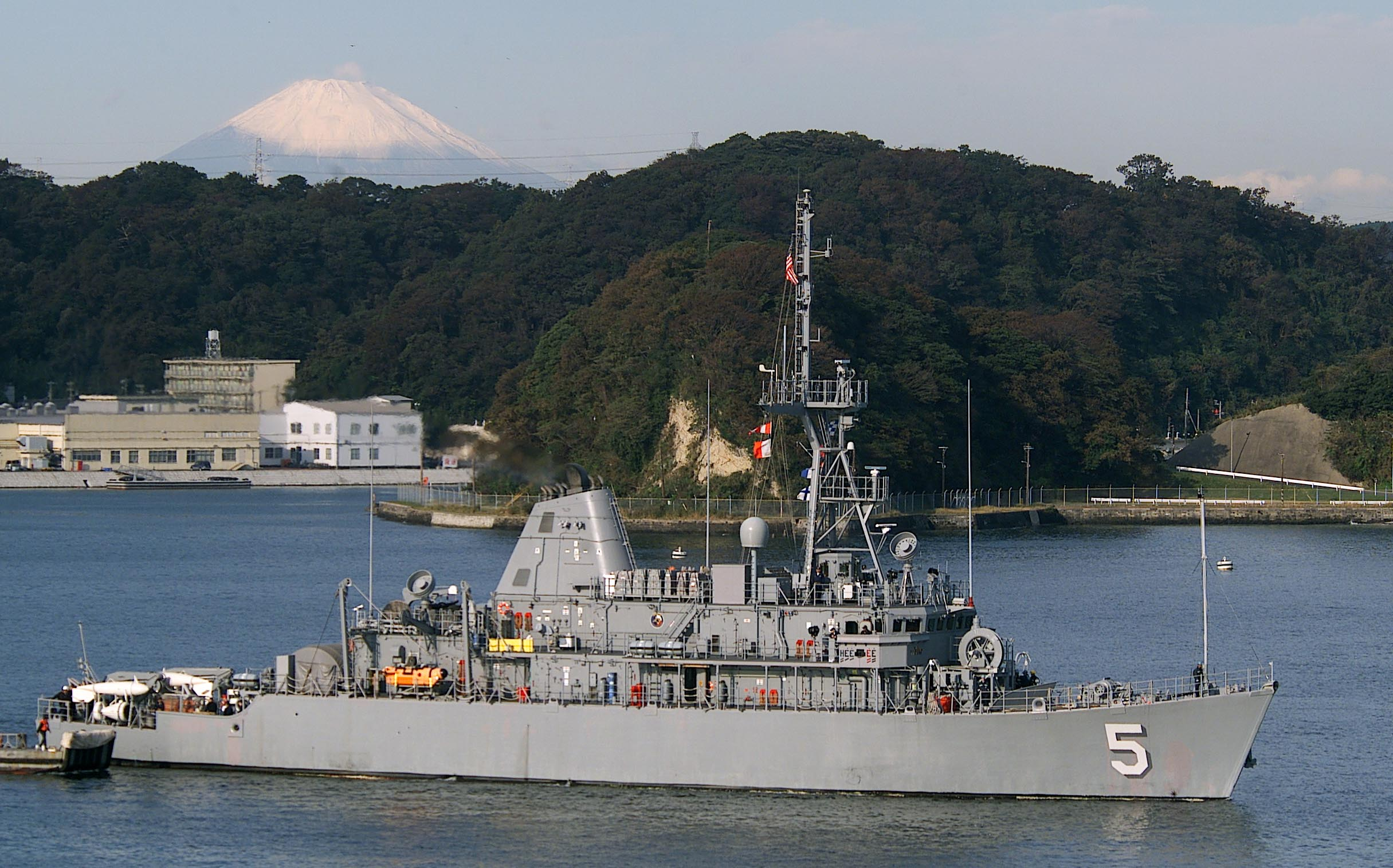
USS Guardian hoạt động vào tháng 11 năm 2002.

USS Guardian (MCM-5) là một trục lôi hạm lớp Avenger của Hải Quân Hoa Kỳ.

## Vụ mắc cạn năm 2013

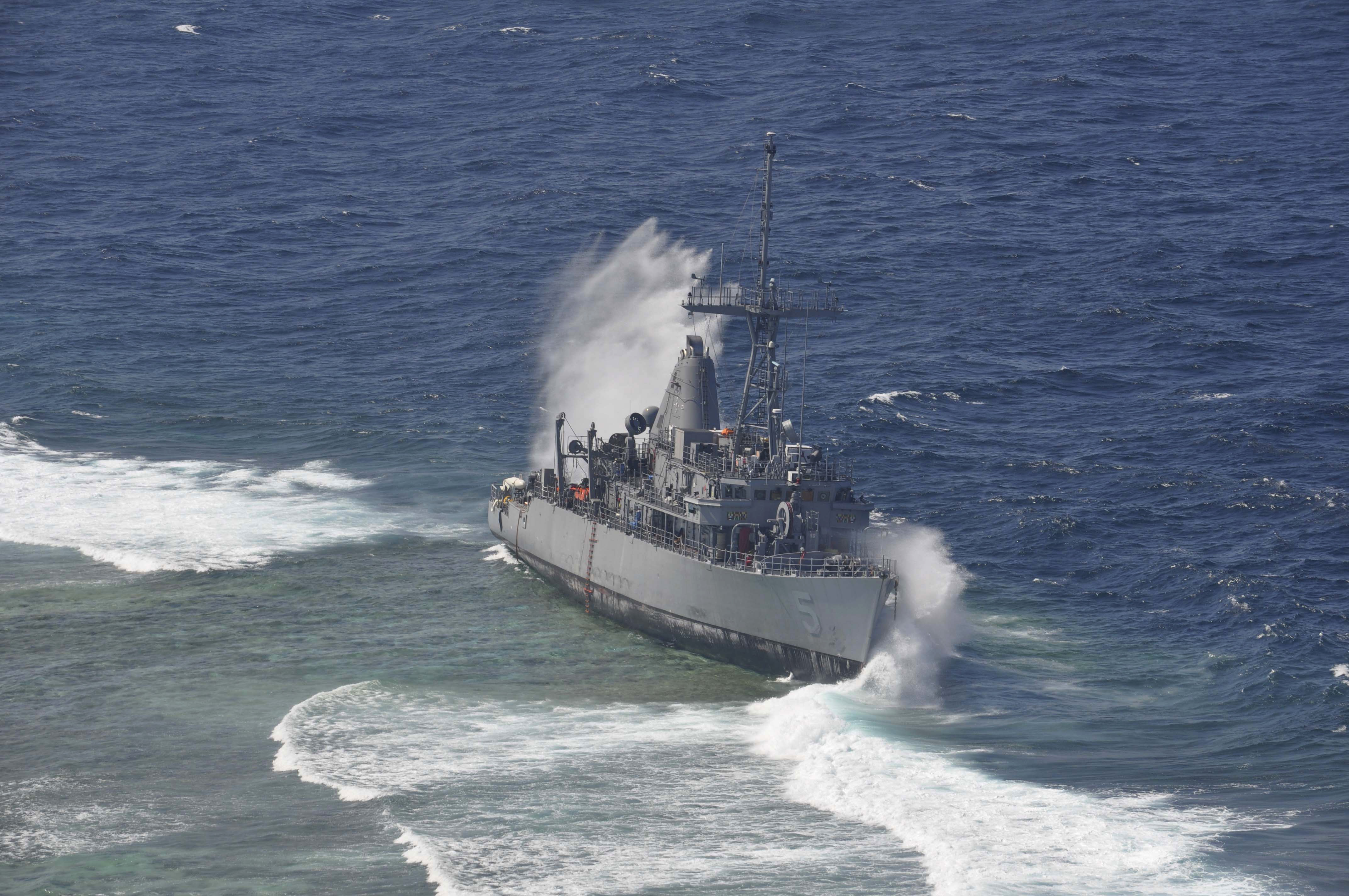
USS Guardian bị mắc kẹt ngày 29 tháng Giêng, 2013.

Ngày 17 tháng 1 năm 2013, Guardian bị mắc cạn ở bãi san hô Tubbataha tại Philippines, có thể vì lỗi lầm của hải đồ. Bãi san hô này được đưa vào danh sách Di Sản Thế giới của UNESCO, nằm trong biển Sulu, cách thủ đô Manila chừng 644 km về phía Tây Nam.
Ngày 30 tháng Ba, một cần trục đưa phần thân sau nặng 250 tấn của chiến hạm ra khỏi bãi san hô. Ngày 31 tháng Ba, các nhân viên tháo gỡ tàu bè đưa phần thân sau cùng của Guardian ra khỏi nơi chiếc tàu. Sau đó là giai đoạn tìm hiểu sự hư hại của dải san hô.
Các phần thân tàu tháo ra được chuyển đến một căn cứ hải quân Mỹ tại Sasebo, Nhật, để xem phần nào còn dùng lại được và phần nào bỏ đi. Sau đó, các nhân viên dọn dẹp khu vực tàu mắc cạn, nơi các chuyên gia Mỹ và Philippines khởi sự việc ước lượng sau cùng về các thiệt hại gây ra cho bãi san hô.
Một ước tính sơ khởi nói rằng khoảng 4.000 thước vuông san hô bị hư hại nhưng sau đó con số chính thức lại là 2.345,67. Do tiền phạt là khoảng 24.000 peso (chừng $600) mỗi mét vuông, số tiền Washington phải trả vào khoảng $1,4 triệu.